# Viva Technology
Viva Technology, neboli VivaTech, je každoroční setkání věnované technologickým inovacím a startupům založené v roce 2016. Koná se každoročně na Výstaviště Porte de Versailles v Paříži ve Francii a organizují ho skupiny Les Échos a Publicis. Tři dny VivaTech jsou zaměřeny výhradně na začínající podniky, investory, manažery, studenty a akademiky. Čtvrtý den se akce otevírá široké veřejnosti.
Ročník 2023 dosáhl rekordu, když po celou dobu trvání akce přilákal více než 150 000 návštěvníků, což je téměř o 60 000 více než předchozí ročník. To znamená, že počet návštěvníků Viva Tech v roce 2023 překročí počet návštěvníků CES, srovnávacího veletrhu v oblasti nových technologií, který se každoročně koná v Las Vegas. 